# Adéla Hesenská
Adéla (Adleta) Hesenská (1324–1371) byla polská královna jako druhá manželka Kazimíra III. Byla dcerou Jindřicha II. Hesenského a Alžběty Durynské.

## Život
29. září 1341 se Adéla vdala za ovdovělého polského krále Kazimíra III. Tomu jeho první žena Aldona zanechala dvě dcery, ale žádného mužského dědice. 29. září 1341 byla rovněž korunována polskou královnou. Nejednalo se o šťastné manželství a manželé brzy začali žít odděleně.
Kazimír v roce 1356 svou ženu definitivně opustil a oženil se se svou milenkou Kristinou, vdovou po bohatém obchodníkovi Mikuláši z Rokycan. Kvůli bigamii měl také napjaté vztahy s církví. S Kristinou žil i přes stížnosti (na žádost Adély) papeže Inocence VI. Manželství s Adélou trvalo až do roku 1363/1364, kdy se Kazimír znovu prohlásil za rozvedeného. Z manželství se nenarodily žádné děti a bylo anulováno v roce 1368.
V roce 1365 se Kazimír oženil znovu, s Hedvikou Zaháňskou. Adéla a zřejmě i Kristina byly stále naživu, a tak i manželství s Hedvikou bylo považováno za bigamii a manželský původ tří dcer z něj narozených byl zpochybňován. Kazimír však dokázal přimět papeže tyto dcery legitimizovat.
Po anulaci manželství se Adéla vrátila do Hesenska, kde také v roce 1371 (zřejmě v sedmačtyřiceti letech) zemřela.